# Joggingball

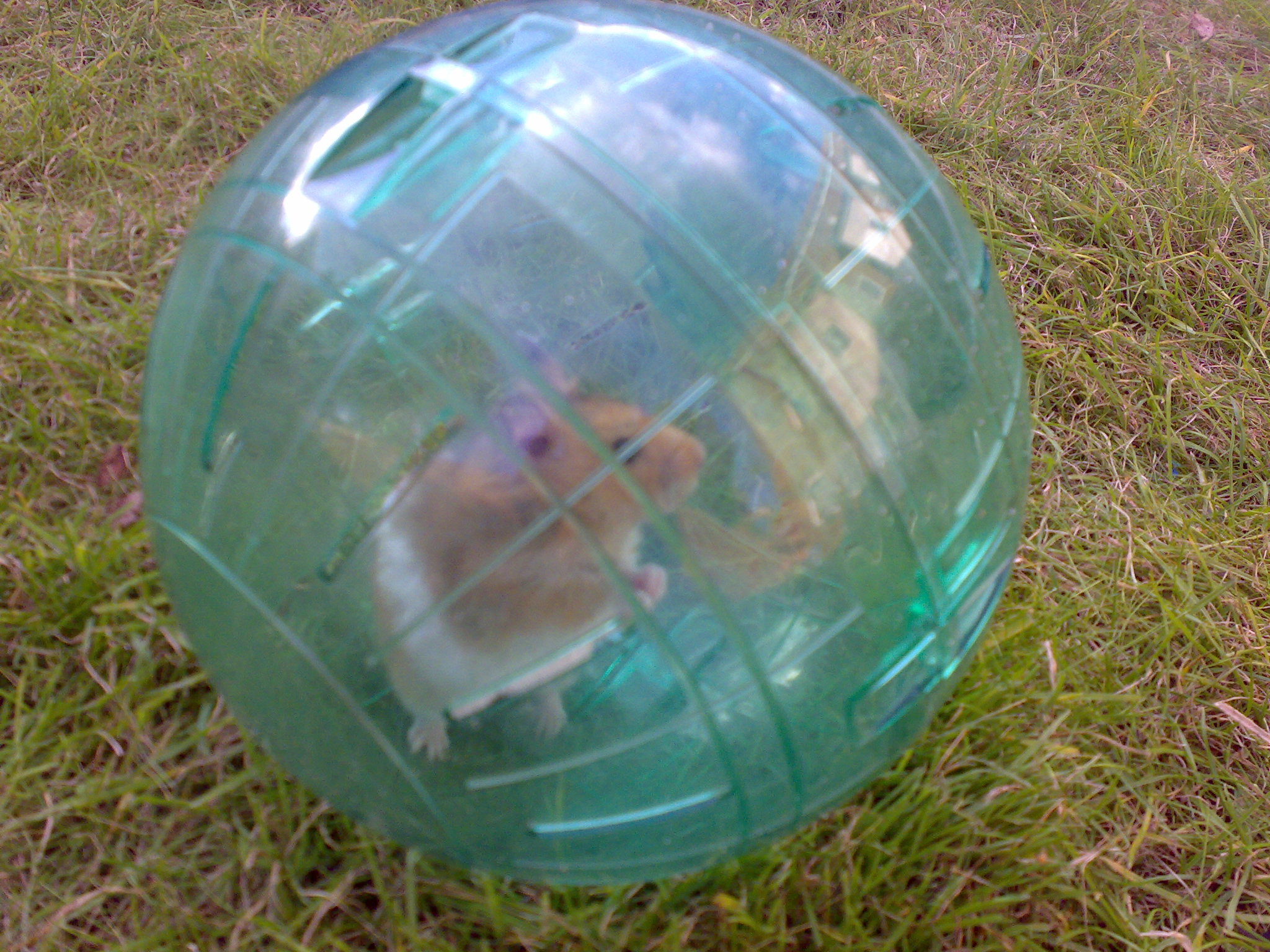
Hamster in einem Joggingball

Ein Joggingball (auch Hamsterkugel, Hamsterball oder Joggingkugel) ist ein sogenanntes Tierspielzeug für Hamster und andere Kleintiere.

## Beschaffenheit
Ein Joggingball ist eine halbgeschlossene Kunststoffkugel, in die der Hamster gesperrt wird. Läuft der Hamster im Innern der Kugel, so bewegt sich die Kugel in Laufrichtung des Hamsters.  Besonders bei Kindern und Tierhaltern, die ihre Wohnung nicht hamstersicher machen können oder wollen, sind diese Kugeln beliebt, weil ein Hamster in ihnen, anders als in einem Laufrad, „frei“ herumlaufen, sich aber nicht in kleinen Ecken verkriechen kann und auch nicht die Wohnung oder sich selbst gefährdet (z. B. durch Anknabbern von Stromkabeln).

## Kritik von Tierschutzorganisationen

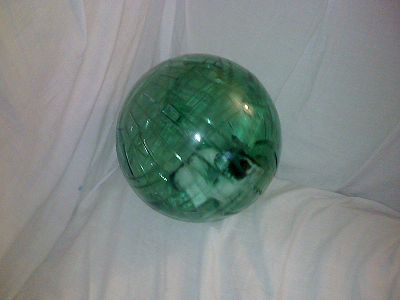
Maus in grünem Hamsterball

Joggingbälle werden als alternative Auslaufform verkauft, obwohl unter anderem Tierschutzvereine über die Gefahrenquelle Hamsterkugel berichten. Auch von der Tierärztlichen Vereinigung für Tierschutz wird die Hamsterkugel als tierschutzwidrig eingestuft. Der Deutsche Tierschutzbund bezeichnet Hamsterkugeln als „nicht tiergerechtes“ Spielzeug, das „erhebliche Verletzungsrisiken birgt“. Eine ähnliche Bewertung gibt der Zentralverband Zoologischer Fachverbände Deutschlands e. V. ab.
Kritisiert wird insbesondere:
- Der Hamster ist in diesen Kugeln eingeschlossen und könnte leicht in Panik geraten. Seine Reaktion darauf ist umso schnelleres Laufen. Wenn die Kugel aus buntem Plastik besteht, ist es kaum möglich, eventuell auftretende Panikreaktionen richtig zu erkennen.
- Da der Hamster durch seine Vorwärtsbewegung den Ball ins Rollen bringt und dieser ein Fremdkörper ist, kann der Hamster nicht abrupt stehen bleiben, da sich der Ball weiterhin in einer Vorwärtsbewegung befindet. Dadurch passiert es nicht selten, dass der Hamster im Ball herumgeschleudert wird.
- Vor allem wenn der Hamster in Panik gerät, kann die Luft, die nur durch kleine Schlitze eindringt, in der Kugel schnell knapp werden. Der Hamster gerät dann noch mehr in Panik, was zu einem Teufelskreis führt.
- Hamster können nicht durch die Wand der Kugel sehen, zumal sie ohnehin kurzsichtig sind. Es kann daher leicht passieren, dass sie mit hohem Tempo gegen ein Hindernis laufen und sich verletzen.
- Außerdem kann der Hamster seinen Tastsinn nicht benutzen, um die Umgebung zu erkunden.

Besonders kritisiert werden Varianten, die den Spielzeugcharakter hervorheben. Diese bunt gestalteten Kugeln bewirken, dass die Hamster sich noch schlechter orientieren können, und animieren die Kinder, die sie halten, die Hamster entgegen ihrem natürlichen Tagesrhythmus tagaktiv agieren zu lassen.